# Dorfkirche Lagendorf

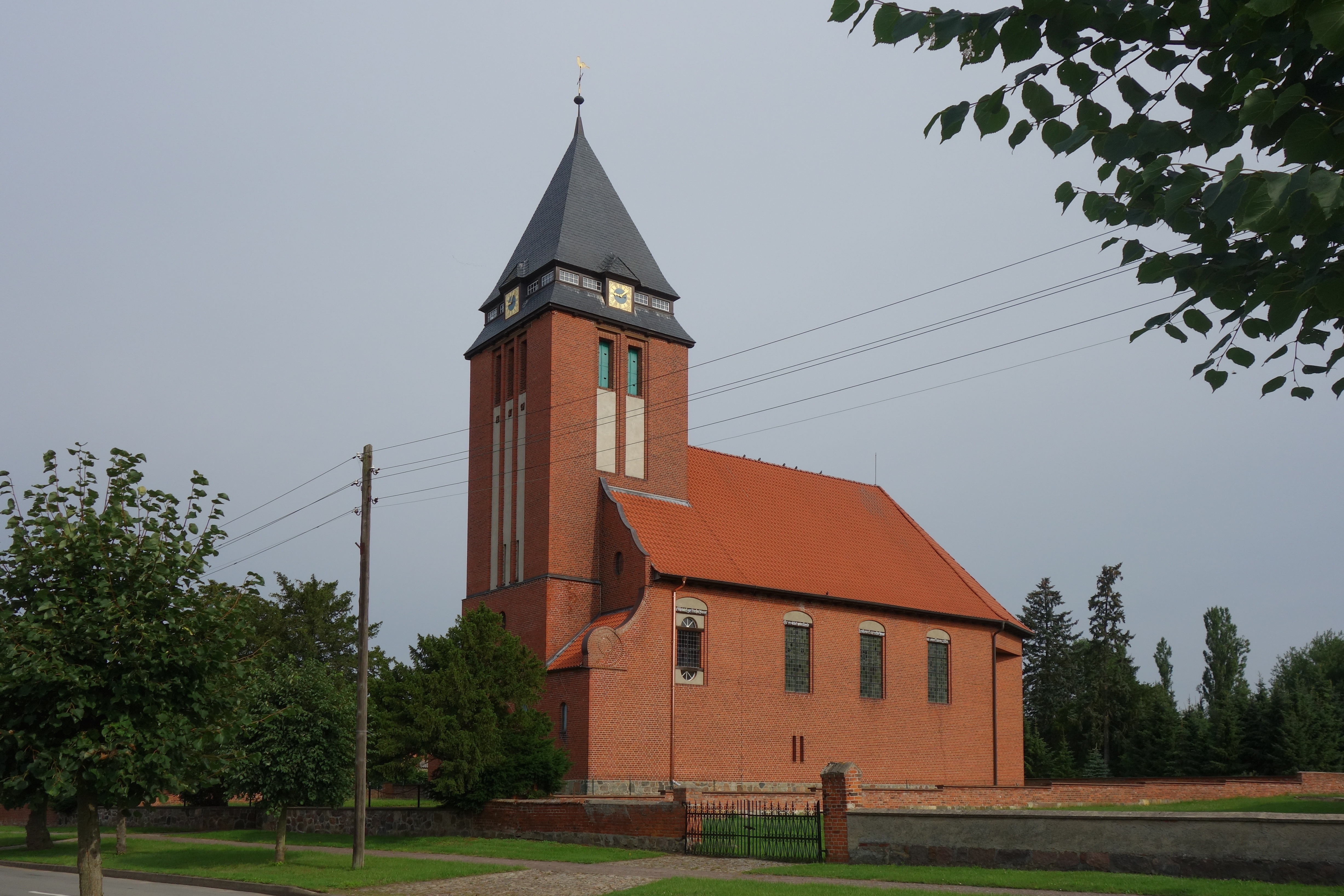
Dorfkirche Lagendorf (Dähre)

Die evangelische Dorfkirche Lagendorf ist eine späthistoristische Saalkirche im Ortsteil Lagendorf von Dähre im Altmarkkreis Salzwedel in Sachsen-Anhalt. Sie gehört zum Pfarrbereich Osterwohle-Dähre im Kirchenkreis Salzwedel der Evangelischen Kirche in Mitteldeutschland (EKMD).

## Geschichte und Architektur
Die quer zur Dorfstraße und leicht erhöht stehende, nach Norden ausgerichtete Kirche in Backsteinmauerwerk mit Südturm ist weithin sichtbar. Sie wurde in den Jahren 1911/12 unter Leitung von Hugo Krause aus Stendal als Ersatz für eine mittelalterliche Feldstein-Saalkirche mit verbrettertem Turm erbaut. Die Ausmalung erfolgte wahrscheinlich durch den Kirchenmaler Fritz Brauer. In stilistischer Hinsicht ist die Kirche eine Synthese aus norddeutscher Backsteingotik, Neubarock und früher Moderne; sie ist in dieser Hinsicht einzigartig unter den Landkirchen der nordwestlichen Altmark. Eine Restaurierung wurde 1995 vorgenommen.
Der Turm ist durch niedrige Annexe mit ursprünglich volutenförmigen Halbgiebeln in den rechteckigen Grundriss des Schiffs eingebunden und zur Hälfte von dessen Dach umfangen. Der streng wirkende obere Turmteil ist mit Rechteckfenstern in rechteckigen Nischen versehen; ein verschiefertes, durch ein Fensterband gegliedertes Zeltdach schließt das Bauwerk ab. Im Westen erschließt ein abgetrepptes Rundbogenportal in einer schweifgiebelartig schließenden Mauervorlage das Bauwerk. Das Schiff und der eingezogene Chor sind durch ein dreiseitig abgewalmtes Hauptdach zusammengefasst. Die halbrunde Apsis mit Ovalfenstern ist mit Schleppdach versehen. An den ungegliederten Längsseiten sind korbbogig überfangene Rechteckfenster angeordnet.
Das weiträumige Innere ist stärker durch den Neubarock geprägt als der Außenbau. Das Schiff wird durch ein hohes, fast rundbogiges Tonnengewölbe abgeschlossen; die Gurte und die Felderungen sind aufgemalt, ebenso die ornamentalen Rahmungen der in die Tonne einschneidenden Fenster. Auch der Chor ist mit Tonnenwölbung versehen. Unterhalb der Fenster sind Konchen in die Mauerstärke eingetieft. Die Hauptapsis ist mit einer korbbogigen Apsiskalotte geschlossen, die mit vegetabilen Ornamenten und Girlanden bemalt ist.
Die Glasmalereien zeigen in den Apsisseiten Christus, Petrus und Paulus, im Schiff Apostelattribute.

## Ausstattung
Eine steinerne achteckige Taufe mit Inschrift wurde vermutlich zu Anfang des 16. Jahrhunderts geschaffen. Die hölzerne Kanzel wurde nach Signum durch Hans Jürgen Hüben(er?) aus Wittingen gestaltet und ist auf 1711 datiert. Die Brüstung ist mit Säulenbogenstellungen in der Art der Spätrenaissance verziert. Die Altarschranke, das Gemeindegestühl, die hölzerne Westempore und die Orgel entstammen der Bauzeit.